# Corsa atribasis
Corsa atribasis là một loài bướm đêm trong họ Noctuidae.